# Euxesta galapagensis
Euxesta galapagensis är en tvåvingeart som beskrevs av Charles Howard Curran 1934.
Euxesta galapagensis ingår i släktet Euxesta och familjen fläckflugor. Inga underarter finns listade i Catalogue of Life.